# Similochthonius australis
Similochthonius australis är en kvalsterart som först beskrevs av Sandór Mahunka 1985.  Similochthonius australis ingår i släktet Similochthonius och familjen Sphaerochthoniidae. Inga underarter finns listade i Catalogue of Life.